# Premio internazionale Torino in Sintesi
Il Premio internazionale per l'aforisma Torino in sintesi è un premio letterario dedicato al genere dell'aforisma.

## Storia
La prima edizione risale al 2008 e si svolge con cadenza biennale.

Il comitato fondatore reca i nomi di Anna Antolisei - Roberto Bertoldo - Maria Grazia Casagrande - Alberto Casiraghi - Donato Di Poce - Anna Economou Gribaudo - Paola Lazzarini - Maria Grazia Maramotti - Sandro Montalto - Chicca Morone - Maria Luisa Spaziani - Giovanna Vizzari.
È stata presidente onoraria del premio la poeta e aforista Maria Luisa Spaziani.
La cerimonia di premiazione si svolge, nel mese di ottobre, a Torino.

Il premio è patrocinato dal Ministero per i Beni e le Attività Culturali, dalla Regione Piemonte, dalla Provincia di Torino e dalla Città di Torino.
È finalità del premio offrire un riconoscimento e una risonanza a quegli scrittori che intendono sperimentare la forma aforistica come genere letterario preciso e caratteristico, premiando la consapevolezza dello stile e l'efficacia espressiva. Evitando altresì di confondere tale genere con la boutade, il microsaggio, il microracconto, il verso singolo o la poesia in prosa.

## Vincitori

### 2008 - Prima edizione
- Editi: Marcella Tarozzi con D'un tratto
- Inediti: Mario Laganà con Pensieri Plebei
- Italiani all'estero: Mario Vassalle con Sprazzi

### 2010 - Seconda edizione
- Editi: Mauro Parrini con A mani alzate (Edizioni Pendragon, 2009)
- Inediti: (ex aequo) Amedeo Ansaldi con Manuale di scetticismo e Alessandro Tozzi con Appunti di viaggio
- Italiani all'estero: Mario Postizzi con Homelettes
- Autori stranieri: Ivaylo Boykov Dimanov (Bulgaria) con Riflessioni accanto alla ghigliottina

### 2012 - Terza edizione
- Editi: Marco Ercolani con Sentinella
- Inediti: Piero Buscioni con Breviario di scherno e pietà
- Autori stranieri: Andrzej Majewski (Polonia)

### 2014 - Quarta edizione
- Editi: Guido Rojetti con L’amore è un terno (che ti lascia) secco
- Inediti: Samantha Leone con Essere pronti
- Autori stranieri: Benjamín Barajas (Messico)

### 2016 - Quinta edizione
- Editi: (ex aequo): Giorgio Gramolini con Pensieri scorretti e Roberto Morpurgo con Pregiudizi della libertà I e II
- Inediti: Maurizio Manco con Scatti
- Autori stranieri: Zoran T. Popović con Aforismi (Serbia)

### 2018 - Sesta edizione
- Editi: Paolo Bianchi con Lampi (Editrice La Mandragora, 2017)
- Inediti: Nicola Farina con Pillole placebo
- Autori stranieri: José Mateos (Spagna)
- Premio alla carriera: Dino Basili

### 2020 - Settima edizione
- Editi: Piero Buscioni con Aforismi per la fine del mondo (Edizioni Joker, 2018)
- Inediti: Francesco Sarti con Aberrare umano
- Autori stranieri: Alexander Ellers (Germania)

### 2022 - Ottava edizione
- Editi: Mauro Parrini con A testa bassa (Edizioni Pendragon, 2021)
- Premio Speciale della Giuria: Edoardo Boncinelli con Arcibaldone (Castelvecchi Editore, 2022)

### 2024 - Nona edizione
- Editi: Paolo Montanari con Ingannare l'infinito (Edizioni Joker, 2023)
- Inediti: Giuseppe Grieco con Sei il numero uno, pur sempre un numero
- Autori stranieri: Mieczysław Kozłowski (Polonia)
- Premio speciale alla carriera: Alberto Casiraghy